# 井上肇
井上 肇（いのうえ はじめ、1961年〈昭和36年〉3月29日 - ）は、日本の俳優。ワイ・ケイ事務所（Y.K OFFICE）所属。身長180cm、体重75kg。血液型はO型。特技は乗馬、ゴルフ。
娘は声優の井上遥乃。

## 来歴
東京都新宿区出身。2000年4月よりアーティスト・ネットワーク・グループ『D-Quest（ディー・クエスト）』を主宰している。
楽器による生演奏と芝居をコラボさせたパフォーマンスや、演劇的な要素を取り入れたコンサートなどの創作活動を続けている。

## 出演

### テレビドラマ
- 噂の刑事トミーとマツ 第2シリーズ 第6回「トミー仰天! マツの巨大デベソ突き」（1982年、TBS）
- 陽あたり良好! 第5話「パニック・イン・ひだまり荘」（1982年4月25日、東宝制作、日本テレビ）
- ザ・ハングマンII 第23話「女帝と社長の色と欲 ニセ秘宝展をあばけ」（1982年11月19日、朝日放送・松竹芸能制作、テレビ朝日系列）
- 火曜サスペンス劇場 高校野球殺人事件（1982年8月3日、日本テレビ）
- 太陽にほえろ!（日本テレビ）※第629話からは「井上はじめ」とクレジット
  - 第570話「遠い想い出」（1983年9月30日） - 竹本の同級生 役
  - 第583話「三人の未亡人」（1983年12月30日） - 高橋巡査 役
  - 第629話「ドリーム」（1984年12月21日） - 千葉巡査 役
  - 第652話「相続ゲーム」（1985年6月14日） - 山岸史彦 役
- 松本清張作家活動40周年記念 迷走地図（1992年3月30日、TBS）
- ひと夏のラブレター（1995年7月6日 - 9月21日、TBS）
- 刑事追う!（1996年4月8日 - 9月23日、テレビ東京） - 進藤刑事 役
- オトナの男（1997年7月6日 - 9月28日、TBS）
- 合い言葉は勇気（2000年7月6日 - 9月14日、フジテレビ） - 大山道夫 役
- 盤嶽の一生 第7話「じゃじゃ馬馴らし」（2002年6月11日、フジテレビ） - 杉原数馬 役
- 月曜ゴールデン（TBS）
  - 笑顔〜15年目の嘘〜（2009年12月7日） - 建山勇造 役
  - 十津川警部シリーズ51「京都〜小浜殺人迷路〜八百比丘尼伝説の怪〜」（2014年1月13日） - 京都府警察本部 安田光彦 役
  - 新 法廷荒らし 猪狩文助〜終の棲家〜（2015年3月16日） - 静岡県警伊東南警察署 刑事 役
- SPEC〜警視庁公安部公安第五課 未詳事件特別対策係事件簿〜（2010年10月8日 - 12月17日、TBS） - 秋元才三 役
- FACE MAKER File.12（2010年12月23日、読売テレビ制作、日本テレビ系列） - 矢野修一  役
- 絶対零度〜特殊犯罪潜入捜査〜 Case.06（2011年8月16日、フジテレビ） - 上原秀典 役
- 初秋（2011年10月8日、中部日本放送・松竹制作、TBS系列） - 平山宏 役
- 俺の空 刑事編（2011年10月16日 - 12月18日、テレビ朝日） - 犬飼稔 役
- 金曜プレステージ 山村美紗サスペンス 女検視官・江夏冬子（2012年5月11日、フジテレビ） - 清野功太郎 役
- 鍵のかかった部屋 Episode9（2012年6月11日、フジテレビ） - 岡崎政嗣 役
- 大河ドラマ（NHK総合）
  - 八重の桜（2013年） - 伊地知正治 役
  - 軍師官兵衛（2014年） - 荒木久左衛門 役
  - 花燃ゆ（2015年） - 小林 役
  - いだてん〜東京オリムピック噺〜 第9回 - 第13回（2019年3月3日 - 3月31日） - 内田定槌 役
- 妻は、くノ一（2013年4月5日 - 5月24日、NHK BSプレミアム） - 峰原小太夫 役
- 金曜ドラマ（TBSテレビ系）
  - クロコーチ（2013年10月11日 - 12月13日） - 小野聡 役
  - 恋する母たち 第5話・最終回（2020年11月20日・12月18日） - 原口社長 役
  - ドラゴン桜 第1話（2021年4月25日） - 福井の釣り人 役
  - #家族募集します 第3話 - 第6話（2021年8月13日 - 9月3日） - 高梨勝彦 役
  - 石子と羽男-そんなコトで訴えます?- 第8話（2022年9月2日） - 定井社長 役
  - クジャクのダンス、誰が見た? episode.7（2025年3月7日） - 阿波山京一郎 役[3]
- 日曜劇場（TBSテレビ系）
  - 半沢直樹 2013年版 第1話（2013年7月7日） - 川原敏夫 役
  - ルーズヴェルトゲーム 最終話（2014年6月22日） - 東洋カメラ技術部長 山中 役
  - 陸王 第1話（2017年10月15日） - 矢口 役
  - 下町ロケット 最終話（2018年12月23日）
  - 集団左遷!! 第4話（2019年5月12日）
  - 天国と地獄 ～サイコな2人～ 第1話（2021年1月17日） - 田所仁志 役
  - マイファミリー（2022年4月10日 - 6月12日） - 五嶋照男 役
  - Get Ready! 第7話（2023年2月19日） - 西島岳雄 役
  - VIVANT 第5話 - 最終話（2023年8月13日 - 9月17日） - シチ 役[4]
  - アンチヒーロー（2024年4月14日 - 6月16日） - 坂口裁判長 役[5]
  - ブラックペアン シーズン2 第9話・最終話（2024年9月8日・15日） - 徳永栄一 役
  - 御上先生 第4話（2025年2月9日） - 滝沢雄一郎 役[6]
- 七つの会議（2013年7月13日 - 8月3日、NHK総合） - 安藤弁護士 役
- 相棒（テレビ朝日）
  - season 12 第11話「デイドリーム」（2014年1月8日）[7] - 新京大学臨床心理相談研究所 所長 南雲英嗣 役
  - season 17 第9話「刑事一人」（2018年12月12日） - 衆議院議員・敷島純大 役[8]
  - season 21 元日スペシャル「大金塊」（2023年1月1日） - 野崎長吉 役[9][10]
- 松本清張スペシャル 時間の習俗（2014年4月10日、フジテレビ） - 須貝耕三 役
- おやじの背中 第2話（2014年7月20日、TBS） - 村越 役
- テレビ未来遺産“終戦69年”ドラマ特別企画 遠い約束〜星になったこどもたち〜（2014年8月25日、TBS）
- 水曜ミステリー9 弁護士 水木邦夫 残り火（2014年10月29日、テレビ東京） - 藤川達夫 役
- 女はそれを許さない 第9話（2014年12月16日、TBS） - 裁判長 役
- ちゃんぽん食べたか（2015年5月30日 - 8月1日、NHK総合） - 田島健一 役
- 探偵の探偵 第9話（2015年9月3日、フジテレビ） - 島田社長 役
- 大岡越前3 第6話（2016年2月19日、NHK BSプレミアム） - 西田 役
- 民王 スピンオフ〜恋する総裁選〜（2016年4月22日、テレビ朝日）
- 土曜ワイド劇場「棟居刑事シリーズ 9」（2016年4月23日、テレビ朝日） - 長峰春夫 役
- 時をかける少女 第1話（2016年7月9日、日本テレビ）
- 連続テレビ小説 とと姉ちゃん（2016年9月9日・9月12日、NHK総合） - 新聞社デスク 役
- Chef〜三ツ星の給食〜 第3話（2016年10月27日、フジテレビ） - 西田健太郎 役
- バイプレイヤーズ（テレビ東京）
  - バイプレイヤーズ〜もしも6人の名脇役がシェアハウスで暮らしたら〜 第二話（2017年1月20日） - 「相方」プロデューサー 役
  - バイプレイヤーズ〜もしも名脇役がテレ東朝ドラで無人島生活したら〜（2018年2月7日 - 3月7日） - テレビ東京プロデューサー（朝ドラ「しまっこさん」担当） 役
  - バイプレイヤーズ〜名脇役の森の100日間〜 第1話（2021年1月8日） - 7スタP（テレビ東京プロデューサー（木曜サスミス「チーム7」担当） 役
- 絆〜走れ奇跡の子馬〜（2017年3月23日 - 3月24日、NHK総合） - 根本英二 役
- ブランケット・キャッツ 第7話（2017年8月4日、NHK総合） - 永島吾郎 役
- 警視庁ゼロ係〜生活安全課なんでも相談室〜（テレビ東京）
  - 警視庁ゼロ係〜生活安全課なんでも相談室〜SECOND SEASON 第6話（2017年9月1日） - 越中吾郎 役
  - 警視庁ゼロ係〜生活安全課なんでも相談室〜SEASON５ 第4話（2021年5月21日、テレビ東京） - 「週刊スキップ」本社社員 役
- プラージュ（2017年8月 - 9月、WOWOW） - 柏木弁護士 役
- OH LUCY! (オー・ルーシー!)（2017年9月16日、NHK総合） - 部長 役
- 浅田次郎「プリズンホテル」 第5話・第6話（2017年11月4日・11月11日、BSジャパン） - 香川新介 役
- トドメの接吻 第1話（2018年1月7日、日本テレビ） - 長谷部健三 役
- 監査役 野崎修平（2018年1月14日 - 3月4日、WOWOW） - 板垣悟郎 役
  - 頭取 野崎修平（2020年1月19日 - 2月16日、WOWOW）
- アガサ・クリスティ 二夜連続ドラマスペシャル パディントン発4時50分〜寝台特急殺人事件〜（2018年3月24日、テレビ朝日） - 戸田刑事 役
- 崖っぷちホテル!（2018年4月15日 - 6月17日、日本テレビ）
- スモーキング（2018年4月20日 - 7月6日、テレビ東京）
- 60 誤判対策室（2018年5月6日 - 6月3日、WOWOW）
- 義母と娘のブルース 第2話（2018年7月17日、TBS） - 社長秘書 役
- コード・ブルー －もう一つの日常－ 第3話（2018年7月25日、フジテレビ） - 河原教授 役
- 満願 最終夜「満願」（2018年8月16日、NHK総合） - 矢場英司 役
- リーガルV〜元弁護士・小鳥遊翔子〜 第2話（2018年10月18日、テレビ朝日）
- コールドケース2 ～真実の扉～ 第3話（2018年10月27日、WOWOW）
- 東野圭吾 手紙（2018年12月19日、テレビ東京）
- 庶務行員 多加賀主水が悪を断つ（2019年2月10日、テレビ朝日） - 黒沼孝彦 役
- フルーツ宅配便 第10話（2019年3月16日、テレビ東京）
- 東野圭吾「ダイイング・アイ」（2019年3月16日 - 4月20日、WOWOW）
- 東京独身男子 第6話・第7話（2019年5月25日・6月1日、テレビ朝日） - 「株式会社エネソケット」社長 役
- インハンド 第8話（2019年5月31日、TBS） - 丸山康平 役
- ラジエーションハウス～放射線科の診断レポート～ 最終話（2019年6月17日、フジテレビ）
- 神の手（2019年6月23日 - 7月23日、WOWOW） - 大塚彰彦 役
- あの家に暮らす四人の女（2019年9月30日、テレビ東京）
- 歪んだ波紋 第3話（2019年11月17日、NHK BSプレミアム）
- 引き抜き屋 〜ヘッドハンターの流儀〜 第3話（2019年11月30日、WOWOW） - 野々宮徹 役
- モトカレマニア 第8話（2019年12月5日、フジテレビ）
- 彼らを見ればわかること 第一話（2020年1月11日、WOWOW）
- ハラスメントゲーム 秋津VSカトクの女（2020年1月20日、テレビ東京） - 黒崎幸三 役
- 家政夫のミタゾノ 第1話（2020年4月24日、テレビ朝日） - 笹井宗助 役
- 警視庁・捜査一課長2020 第12話（2020年7月30日、テレビ朝日） - 鮫島俊三 役
- 俺たちはあぶなくない〜クールにさぼる刑事たち（2020年9月18日 - 11月6日、毎日放送） - 出久坊三 役
- 24 JAPAN 第5話（2020年11月6日、テレビ朝日） - 福島明成 役
- セイレーンの懺悔 最終話（2020年11月8日、WOWOW） - 宝来弁護士 役
- 当確師（2020年12月27日、テレビ朝日） - 林幸宏 役
- DOCTORS～最強の名医～ 2021新春スペシャル（2021年1月10日、テレビ朝日） - 長谷川則道 役
- サロガシー（2021年3月24日、フジテレビ） - 江島忠 役
- 珈琲いかがでしょう 第1話「人情珈琲」（2021年4月5日、テレビ東京） - 部長 役
- 華麗なる一族（2021年4月18日 - 7月11日、WOWOW） - 大亀専務 役
- 川のほとりで episode6（2021年5月7日、WOWOW）
- 彼女はキレイだった 第2話（2021年7月13日、関西テレビ・フジテレビ）
- バンクオーバー！～史上最弱の強盗～ 前編（2021年9月19日、日本テレビ） - 富士見啓二 役
- 正義の天秤 第4回（2021年10月16日、NHK） - 松田信彦 役
- 真犯人フラグ 第4話・第5話・第11話（2021年11月7日・11月14日・2022年1月9日、日本テレビ） - 亀田運輸・東京支社長 役
- ドクターX 〜外科医・大門未知子〜 第5話（2021年11月11日、テレビ朝日） - 五木和男 役
- 山崎豊子『女系家族』 第1夜（2021年12月4日、テレビ朝日） - 山徳社長 役
- 岸辺露伴は動かない 第6話（2021年12月29日、NHK総合）[11] - 大郷宝生 役
- 精神分析医 氷室想介の事件簿〜超高層ビル密室殺人の謎〜（2022年2月26日、BS-TBS） - 秋元貢太郎 役
- 嫌われ監察官 音無一六 season1 第2話（2022年5月13日、テレビ東京） - 船井健之 役
- TOKYO VICE 第7話・第8話（2022年6月5日・12日、HBO Max・WOWOW） - シゲマツ事務次官 役
- 刑事7人 Season8 最終話（2022年9月14日、テレビ朝日） - 前迫彰 役
- 警視庁アウトサイダー 第4話（2023年1月26日、テレビ朝日） - 黒石俊範 役
- 生理のおじさんとその娘（2023年3月24日、NHK総合） - 若泉 役
- 警部補ダイマジン 第3話（2023年7月28日、テレビ朝日） - 桜庭紘一 役
- 約束 〜16年目の真実〜（2024年4月11日 - 6月13日、読売テレビ・日本テレビ） - 尾藤誠 役[12]
- きみは面倒な婚約者 プラチナ編（2025年3月29日 - 、テレビ朝日） - 豊島 役[13]
- Dr.アシュラ 第4話（2025年5月7日、フジテレビ） - 東王大学心臓外科 教授 役[14]
- キャスター 第8話 - 最終話（2025年6月1日 - 15日、TBS） - 江上保夫 役[15]
- 愛の、がっこう。 第3話（2025年7月24日、フジテレビ） - 川原貢 役[16]

### 配信ドラマ
- 銭形警部 真紅の捜査ファイル（2017年2月10日 - 3月3日、Hulu）
- 火花（2017年2月26日 - 4月30日、Netflix）
- チェイス 第1章 最終話（2018年1月26日） - 警察庁刑事企画課長・村井邦彦 役
- 全裸監督 第2話（2019年8月8日、Netflix）
- エンジェルフライト 国際霊柩送還士 エピソード3（2023年3月17日、Amazon Prime Video）
- THE DAYS（2023年6月1日、Netflix） - 佐野 役
- きみは面倒な婚約者 ダイヤ編（2025年3月3日、TELASA） - 豊島 役[13]

### 映画
- 失楽園（1997年5月10日、東映）
- 絆 -きずな-（1998年6月6日、東宝） - 西地圭介 役
- ニンゲン合格（1999年1月23日、松竹） - 役人1 役[17]
- 金融腐蝕列島〔呪縛〕（1999年9月18日、東映） - 伊良部事務官 役
- EUREKA（2001年1月20日、サンセントシネマワークス）
- 赤い橋の下のぬるい水（2001年11月3日、日活）
- 突入せよ! あさま山荘事件（2002年5月11日、東映、アスミック・エース）
- 黄泉がえり（2003年1月18日、東宝）
- ドッペルゲンガー（2003年9月27日、アミューズピクチャーズ）
- 油断大敵（2004年1月17日、ゼアリズエンタープライズ、ケングルーヴ） - 灰原 役
- ローレライ（2005年3月5日、東宝） - 西島昭司上等兵曹 役
- 四日間の奇蹟（2005年6月4日、東映） - 市役所職員 役
- 戦国自衛隊1549（2005年6月11日、東宝） - 堀田道空 役
- THE 有頂天ホテル（2006年1月14日、東宝） - 医師 役
- それでもボクはやってない（2007年1月20日、東宝）
- サル フェイズ スリー ―最終段階―（2007年2月17日、クリエイティブ・ファッツ、楽映舎）
- 叫（2007年2月24日、ザナドゥー、エイベックス・エンタテインメント、ファントム・フィルム）
- アルゼンチンババア（2007年3月24日、松竹、キネティック）
- 象の背中（2007年10月27日、松竹）
- ミッドナイト イーグル（2007年11月23日、松竹）
- トウキョウソナタ（2008年9月27日、ピックス）
- 青い鳥（2008年11月29日、日活、アニープラネット） - 石野先生 役
- 空へ―救いの翼 RESCUE WINGS―（2008年12月13日、角川映画）
- ガマの油（2009年6月6日、ファントム・フィルム）
- 十三人の刺客（2010年9月25日、東宝）
- 最後の忠臣蔵（2010年12月18日、ワーナー・ブラザース映画）
- 学校をつくろう（2011年2月19日、ゴー・シネマ）
- 八日目の蝉（2011年4月29日、松竹）
- 聯合艦隊司令長官 山本五十六（2011年12月23日、東映）
- キツツキと雨（2012年2月11日、角川映画）
- ここにいる…（2012年2月25日、ndjc2011事務局）
- わが母の記（2012年4月28日、松竹）
- スープ～生まれ変わりの物語～（2012年7月7日、東京テアトル）
- あなたへ（2012年8月25日、東宝）
- 踊る大捜査線THE FINAL 新たなる希望（2012年9月7日、東宝）
- 希望の国（2012年10月20日、ビターズ・エンド） - 検問所の警官 役
- 運命は突然やってくる（2012年）
- 横道世之介（2013年2月23日、ショウゲート） - 安住運転手 役
- モンスター（2013年4月27日、アークエンタテインメント）
- Heart Beat（2013年5月25日、アークエンタテインメント）
- カルト（2013年7月20日、トラヴィス） - 龍玄 役
- 少年H（2013年8月10日、東宝） - 憲兵 役
- RETURN ハードバージョン（2013年8月24日、アークエンタテインメント）
- 最近、妹のようすがちょっとおかしいんだが。（2014年5月17日、KADOKAWA）
- 幕末高校生（2014年7月26日、東映） - 神田尚志 役
- るろうに剣心 京都大火編（2014年8月1日、ワーナー・ブラザース映画）
- 蜩ノ記（2014年10月4日、東宝）
- トワイライト ささらさや（2014年11月8日、ワーナー・ブラザース映画）
- 紙の月（2014年11月15日、松竹）
- 救いたい（2014年11月22日、AMGエンタテインメント）
- 迷宮カフェ（2015年3月7日、KADOKAWA）
- ソロモンの偽証（松竹） - 岡野教頭 役
  - 前篇・事件（2015年3月7日）
  - 後篇・裁判（2015年4月11日）
- HERO（2015年7月18日、東宝）
- 日本のいちばん長い日（2015年8月8日、アスミック・エース、松竹） - 豊田副武 役
- 先生と迷い猫（2015年10月10日、クロックワークス）
- 女が眠る時（2016年2月27日、東映）
- スキャナー 記憶のカケラをよむ男（2016年4月29日、東映）
- 太陽の蓋（2016年7月16日、太秦）
- ごはん（2017年1月21日、未来映画社） - 寺田ヒカリの父 役
- 彼らが本気で編むときは、（2017年2月25日、スールキートス）
- 追憶（2017年5月6日、東宝）
- 美しい星（2017年5月26日、ギャガ）
- TAP -THE LAST SHOW-（2017年6月17日、東映）
- 関ヶ原（2017年8月26日、東宝、アスミック・エース） - 蒲生蔵人 役
- 三度目の殺人（2017年9月9日、東宝、ギャガ） - 小野稔亮 役
- 祈りの幕が下りる時（2018年1月27日、東宝） - 藤沢おさむ 役
- オー・ルーシー!（2018年4月28日、ファントム・フィルム） - 部長 役
- 孤狼の血（2018年5月12日、東映） - 岩本恒夫 役
- 万引き家族（2018年6月8日、ギャガ） - 米山 役
- 空飛ぶタイヤ（2018年6月15日、松竹） - 三浦成夫 役
- 散り椿（2018年9月28日、東宝）
- スマホを落としただけなのに（2018年11月2日、東宝）
- 七つの会議（2019年2月1日、東宝） - 木内信昭 役
- 空母いぶき（2019年5月24日、キノフィルムズ、木下グループ）
- ひとよ（2019年11月8日、日活） - 稲村雄一 役
- 時の行路（2020年3月14日、「時の行路」映画製作・上映有限責任事業組合）
- 君が世界のはじまり（2020年7月31日、バンダイナムコアーツ）
- おらおらでひとりいぐも（2020年11月6日、アスミック・エース）
- すばらしき世界（2021年2月11日、ワーナー・ブラザース映画）
- 189（2021年12月3日、イオンエンターテイメント）
- 峠 最後のサムライ（2022年、松竹、アスミック・エース）
- ロストケア（2023年3月24日、日活、東京テアトル）[18][19]
- 侍タイムスリッパー（2024年8月17日、未来映画社） - 撮影所所長 井上 役[20]

### 劇場アニメ
- おおかみこどもの雨と雪（2012年7月21日、東宝） - 天童理事長 役
- バケモノの子（2015年7月11日、東宝）
- 未来のミライ（2018年7月20日、東宝）

### 吹き替え
- アルマゲドン（日本テレビ、テレビ朝日版）
- LOVERS（リウ〈アンディ・ラウ〉）※テレビ朝日版
- ダブル・ミッション-コルトン・ジェイムス-（ビリー・レイ・サイラス）

### ゲーム
- レイトン ミステリージャーニー  カトリーエイルと大富豪の陰謀（2017年レベルファイブ） - ダージリン・アスポワロ警部 役[21]